# 1989년 7월
| 1989년: 1월 · 2월 · 3월 · 4월 · 5월 · 6월 · 7월 · 8월 · 9월 · 10월 · 11월 · 12월 |

| <          | 1989년 7월 | 1989년 7월 | 1989년 7월 | 1989년 7월 | 1989년 7월 | >           |
| 일         | 월         | 화         | 수         | 목         | 금         | 토          |
|            |            |            |            |            |            | 1 5.28 임술 |
| 2 29 계해  | 3 6.1 갑자 | 4 2 을축   | 5 3 병인   | 6 4 정묘   | 7 5일 무진 | 8 6 기사    |
| 9 7 경오   | 10 8 신미  | 11 9 임신  | 12 10 계유 | 13 11 갑술 | 14 12 을해 | 15 13 병자  |
| 16 14 정축 | 17 15 무인 | 18 16 기묘 | 19 17 경진 | 20 18 신사 | 21 19 임오 | 22 20 계미  |
| 23 21 갑신 | 24 22 을유 | 25 23 병술 | 26 24 정해 | 27 25 무자 | 28 26 기축 | 29 27 경인  |
| 30 28 신묘 | 31 29 임진 |            |            |            |            |             |

| - 7월 16일 - 카라얀 편집하기 |

## 1989년7월 27일
- 대한항공 803편 추락 사고가 일어나다.

## 1989년7월 16일
- 오스트리아 태생의 세계적 지휘자 헤르베르트 폰 카라얀, 심장마비로 사망.

## 1989년7월 1일
- 북한의 수도 평양에서 제13차 세계청년학생축전이 열렸다. 남한에서는 임수경이 참가하였으며, 동시에 월북하였다.